# Richard Bergner Holding
Die Richard Bergner Holding GmbH & Co. KG (kurz: Ribe, Eigenschreibweise: RIBE) ist die höchste Konsolidierungsebene der Ribe-Gruppe. Das international tätige Unternehmen produziert und vertreibt Verbindungstechnik, Elektroarmaturen, technische Federn sowie Anlagetechnik und hat seinen Sitz im mittelfränkischen Schwabach.

## Geschichte
Das Familienunternehmen Ribe wurde 1911 von Richard Bergner als Federnfabrik (Herstellung von Zug- und Druckfedern) in Schwabach gegründet. Ab 1915 begann das Unternehmen mit der Produktion von kalt geformten (Schlitz-)Schrauben aus Stahl. Im Jahr 1925 wurde die Grundlage für den späteren Geschäftsbereich Richard Bergner Elektroarmaturen geschaffen, indem sich Johannes Wilhelm Hofmann, der Erfinder der genieteten Schelle sowie der Gründer der „Fabrik elektrischer Apparate“ in Kötzschenbroda (ein Stadtteil von Radebeul bei Dresden) an den Richard Bergner – Bayerische Schrauben- und Federnfabriken, Schwabach beteiligte.
Mit der Gründung der Global Fastener Alliance (GFA) Ende der Neunzigerjahre weitete die Ribe-Gruppe als Mitglied des Verbundes seine internationale Geschäftstätigkeit aus. In den folgenden Jahren erfolgten weitere Kooperationen und Gesellschaftsgründungen, etwa die Gründung der Rifast Systems LLC in den USA im Jahr 2002 sowie der Ribe Joining Technologies in Shanghai im folgenden Jahr. Des Weiteren wurde 2010 die Ribe Power Malaysia Sdn. Bhd. in Malaysia gegründet. 2011 feierte Ribe sein hundertjähriges Jubiläum. Zwei Jahre später gründete Ribe die Ribe Anlagentechnik GmbH mit Sitz in Schwabach.
2019 gründete Ribe das Unternehmen Richard Bergner Immobilien GmbH & Co. KG. Im selben Jahr wurde von der Richard Bergner Verbindungstechnik und der amerikanischen MacLean-Fogg Component Solutions das Joint Venture Aluform USA im Bereich der Herstellung von Verbindungselementen gegründet.

## Unternehmensbereiche, Produkte und Standorte
Das Unternehmen hat seinen Hauptsitz in Schwabach (Deutschland) und unterhält weitere Standorte in Roth (Deutschland), Nitra und Dubnica (Slowakei), Shanghai (China), Kuala Lumpur (Malaysia), Gurugram (Indien) sowie Lincolnwood (USA).
Die Unternehmensgruppe ist in folgenden Bereichen tätig:
- Verbindungstechnik: Neben den deutschen Gesellschaften gehören auch die Unternehmen in der Slowakei und den USA zum Bereich Verbindungstechnik.[1] In diesem Geschäftsfeld werden verschiedene Verbindungselemente wie Bolzen, Spezialschrauben aus Stahl und Aluminium, Kaltformteile und Funktionsmodule hergestellt. Diese Produkte werden zum Beispiel in der Automobil- und Zulieferindustrie eingesetzt.[15][16][17]
- Elektroarmaturen: Der Bereich Elektroarmaturen umfasst die Herstellung von Produkten, die etwa im Leitungsbau, der Bahntechnik oder dem Kabelbau Anwendung finden. Im Bereich Elektroarmaturen sind sowohl die Gesellschaften in Deutschland, als auch die Unternehmen in China, Malaysia und Indien tätig.[1]
- Die technischen Federn der Unternehmensgruppe werden beispielsweise in der Medizintechnik und der Industrie (etwa als Druck-, Zug- oder Drehfedern) eingesetzt.[1]
- Der Bereich Anlagentechnik umfasst die Produktion von Prüfvorrichtungen, Montage- und Prüfanlagen, Montage- sowie Fügetechnik und Prüftechnik im Bereich der Automobil- und Industriebranche.[3][18][19]

## Unternehmensstruktur
Die Richard Bergner Holding GmbH & Co. KG ist die Muttergesellschaft des Ribe-Konzerns. Die Umsatzerlöse wurden im Geschäftsjahr 2021 in den Bereichen Verbindungstechnik (138,6 Mio. Euro), technische Federn (12,5 Mio. Euro), Elektroarmaturen (42,5 Mio. Euro), Anlagentechnik (5,8 Mio. Euro) und sonstige Bereiche (1 Mio. Euro) erwirtschaftet. Insgesamt beliefen sich die Umsätze auf 200,5 Mio. Euro (Vorjahr: 182,1 Mio. Euro). Die Erträge unterteilten sich auf Geschäftstätigkeiten in Europa (175,8 Mio. Euro), Asien (12,2 Mio. Euro), Amerika (11,9 Mio. Euro) sowie Afrika (466 Tsd. Euro).
Folgende Gesellschaften sind im Rahmen einer Mehrheitsbeteiligung vollkonsolidiert:
- Richard Bergner Holding GmbH & Co. KG, Schwabach (100 Prozent)
- Richard Bergner Verbindungstechnik GmbH & Co. KG, Schwabach (100 Prozent)
- Richard Bergner Elektroarmaturen GmbH & Co. KG, Schwabach (100 Prozent)
- Richard Bergner Technische Federn GmbH & Co. KG, Schwabach (100 Prozent)
- Richard Bergner Elektroarmaturen Verwaltungs GmbH, Schwabach (100 Prozent, Komplementärin der Richard Bergner Elektroarmaturen GmbH & Co. KG)
- Ribe Anlagentechnik GmbH, Schwabach (100 Prozent)
- Ribe Elektroarmaturen Beteiligungs GmbH, Schwabach (100 Prozent)
- Ribe Verbindungstechnik Beteiligungs GmbH (100 Prozent)
- Bergner und Dann s.r.o., Nitra (100 Prozent)
- Ribe Slovakia k.s., Nitra (100 Prozent)
- Ribe Slovakia k.s., Nitra (100 Prozent)
- Rifast Systems LLC, Lincolnwood (50 Prozent)
- Ribe Power Malaysia Sdn. Bhd., Kuala Lumpur (70 Prozent, davon werden 50 Prozent treuhänderisch gehalten)
- Ribe Joining Technologies Ltd., Shanghai (100 Prozent)

2021 waren 1.133 Mitarbeiter für die Ribe-Gruppe tätig. Die Geschäftsführung der Ribe-Gruppe wird durch die Komplementärin Beda Verwaltungs- und Beteiligungs GmbH übernommen. Sie wird durch die Geschäftsführer Frank A. Bergner und Thomas Dann vertreten.

## Nachhaltigkeit
Ribe veröffentlicht jährlich eine Umwelterklärung und hat sich dem Deutschen Nachhaltigkeitskodex verpflichtet.

## Mitgliedschaften
Ribe ist Mitglied des internationalen Verbindungstechnik-Netzwerks Global Fastener Alliance (GFA). Außerdem ist das Unternehmen Mitglied des German Cold Forging Group e. V. (GCFG), Hagen, ein Zusammenschluss von Unternehmen im Bereich Kaltmassivumformung. Des Weiteren ist Ribe Verbindungstechnik Mitglied des Deutschen Schraubenverbands e. V. Die Richard Bergner Technische Federn unterhält eine Mitgliedschaft im Verband der Deutschen Federindustrie e. V.